# Sárkeresztúr
Sárkeresztúr is een plaats (község) en gemeente in het Hongaarse comitaat Fejér. Sárkeresztúr telt 2516 inwoners (2001).